# Christian Wilhelm von Dohm
Christian Konrad Wilhelm von Dohm (Lemgo, 11 dicembre 1751 – Pustleben, 29 maggio 1820) è stato uno storico tedesco.

## Biografia
Dohm nacque a Lemgo l'11 dicembre 1751. Anche se era un pastore luterano presso la Chiesa di S. Maria di Lemgo, egli era un fervido sostenitore dell'emancipazione ebraica. Entrò come Prussiano nel 1779, nell'archivio a Berlino. Nel 1781, su suggerimento dei suoi amici Moses Mendelssohn e Friedrich Nicolai, Dohm pubblicò un'opera a due volumi intitolato Ueber die bürgerliche verbesserung der Juden ("Per il miglioramento civile degli ebrei"), che sosteneva l'eguaglianza politica ebraica Era ampiamente lodato dalle comunità ebraiche di Berlino, Halberstadt e Suriname. Nel 1786 fu nobilitato (nobiltà senza titolo), acquisendo la particella nobiliare von.